# Oettern-Bremke
Oettern-Bremke ist ein Ortsteil von Detmold im Kreis Lippe in Nordrhein-Westfalen und liegt etwa fünf Kilometer nördlich vom Stadtzentrum entfernt. Die benachbarten Detmolder Ortsteile sind im Uhrzeigersinn Bentrup, Loßbruch, Klüt, Jerxen-Orbke und Niewald. Oettern-Bremke wurde vermutlich im 13. Jahrhundert, genauso wie die benachbarten Dörfer Nienhagen und Niewald, als Hagenhufendorf gegründet. Der Name „Oettern“ stammt von Fischotter, die vermutlich im gleichnamigen Oetternbach in der Nähe gelebt haben. Oettern wird 1360 als Oveteren erstmals schriftlich erwähnt. Bremke wird als „Bredenbeke“ in alten Dokumenten von 1322 und 1507 erwähnt.
Am 1. Januar 1970 wurde Oettern-Bremke in die Kreisstadt Detmold eingegliedert.
In Oettern-Bremke wohnen auf einer Fläche von 3,2 km² insgesamt 153 Bürger (August 2006). Ortsbürgermeister ist derzeit Bernd Moritz (SPD), der Vertreter im Stadtrat ist Wolfgang Köster (SPD).